# Semliki-Stummelaffe

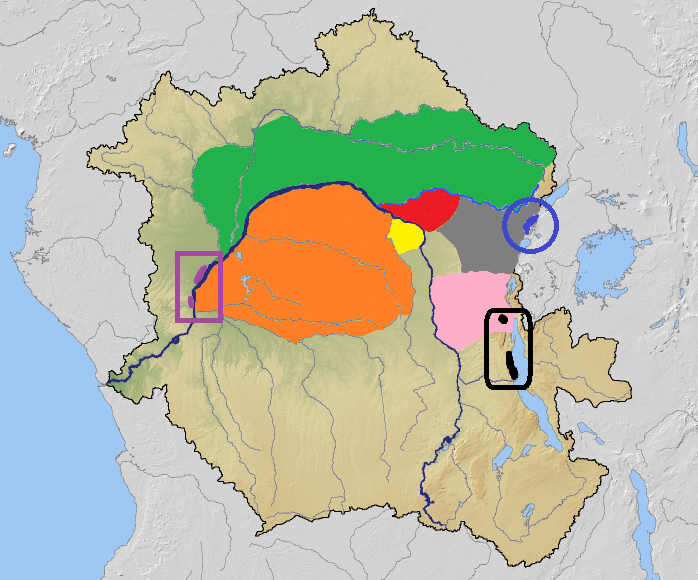
Dunkelblau im Kreis – das sehr kleine Verbreitungsgebiet des Semliki-Stummelaffen
grau – das Gebiet der Hybriden

Der Semliki-Stummelaffe (Piliocolobus semlikiensis) ist eine Primatenart aus der Gattung der Roten Stummelaffen, die in einem sehr kleinen Gebiet im Nordosten der Demokratischen Republik Kongo zwischen dem rechten Ufer des mittleren Semliki und dem Ruwenzori-Gebirge vorkommt.

## Merkmale
Semliki-Stummelaffe

Link zum Bild

Der Semliki-Stummelaffe hat einen schwarzen Rücken und überwiegend ziegelrot gefärbte Arme. Brust und Bauch sind grau, die Beine schwärzlich-grau mit einem roten Einschlag. Hände, Füße und der Schwanz sind schwarz. Die Kopfoberseite ist ziegelrot, ein schwarzes Band zieht sich von Ohr zu Ohr über die Augen. Kehle und Kopfseiten sind rötlich, der Nacken braun. Am Ohransatz befindet sich ein auffälliger Haarbüschel. Angaben über die Körpermaße und über das Gewicht der Tiere liegen bisher nicht vor.

## Lebensweise
Semliki-Stummelaffen leben in tropischen Tieflandwäldern, die von Cynometra-Beständen (Ironwood) geprägt sind, und ernähren sich von Blättern, Sprossen, Früchten, Blüten, Knospen und möglicherweise auch von Samen. Die Fortpflanzung wurde bisher nicht erforscht.

## Systematik
Der Semliki-Stummelaffe wurde 1991 als Colobus badius semlikiensis beschrieben. Westlich seines Verbreitungsgebietes, im Ituri-Regenwald, gibt es eine größere Region, in der die Population der Roten Stummelaffen aus der Hybridisierung von drei Arten entstanden ist. Sie reicht vom Bergland westlich des Eduardsees im Osten, fast bis zum Lualaba im Westen und bis zum Aruwimi im Norden. Die drei beteiligten Arten sind der Semliki-Stummelaffe, der Oustalet-Stummelaffe (P. oustaleti) und der Lualaba-Stummelaffe (P. langi). Die Hybriden haben in den meisten Fällen leuchtend rote Vorderkörper, Schultern und Arme. Der mittlere Rücken ist orange-braun, der hintere Rücken, Beine und Schwanz sind schwarz. Kehle, Brust und Bauch sind grau oder gelblich. Es gibt jedoch auch überwiegend kastanienbraune oder dunkel rotbraune Exemplare. Die Hybriden wurden unter dem Namen Piliocolobus ellioti als eigenständige Art beschrieben.

## Gefährdung
Die IUCN listet den Semliki-Stummelaffen in ihrer Roten Liste gefährdeter Arten bisher nicht.